# Ernest Mandel
|  | Aquest article tracta sobre Ernest Mandel. Vegeu-ne altres significats a «Mandel». |

Ernest Ezra Mandel també conegut amb els pseudònims d'Ernest Germain, Pierre Gousset, Henri Vallin, Walter (Frankfurt del Main, 1923 - Brussel·les, 1995) fou un economista i polític belga. Els seus pares eren jueus de Polònia que fugiren d'Alemanya, on foren amics de Karl Radek i Rosa Luxemburg, i després cap a Bèlgica quan Adolf Hitler arribà al poder. Fou el teòric més incisiu del trotskisme i el 1941 fou dirigent del secretariat unificat de la Quarta Internacional. Durant la Segona Guerra Mundial va ser tancat a la presó de Sint-Gilles i destinat a la deportació cap a Auschwitz, però va aconseguir escapar-se. En acabar la guerra, va refer el secretariat i va difondre el trotskisme a nivell internacional amb Michel Pablo i Nahuel Moreno.
Ha escrit un gran nombre de llibres, articles i opuscles força combatius, on rebutja tant l'estalinisme com la socialdemocràcia, que considerava sotmesa al capitalisme. També fou ferotgement crític amb l'eurocomunisme. Es va especialitzar en l'estudi de les crisis cícliques. La seva obra va ser el segon més traduït dels autors belgues després del novel·lista Georges Simenon.

## Vida
Va passar la seva joventut a Anvers. Els seus pares, Henri (Henoch) Mandel i Rosa Mateles eren jueus esquerrans no practicants, originaris d'un poble prop de Cracòvia a Polònia. Son avi patern hi tenia una botiga de teixits. Son pare va emigrar cap a Anvers el 1913, on treballava a la indústria del diamant i va trobar-se amb sa mare. L'embaràs era complicat i el metge de família va aconsellar un hospital especialitzat a Frankfurt del Main on van nàixer el 5 d'abril de 1923. Els pares li van inculcar l'amor per a la literatura, les arts i la música. A dotze o tretze any, ja va llegir la novel·la Les Misérables de Victor Hugo, els personatges de la qual que segons va dir, el van fer socialista. Va acabar els estudis secundaris a l'Ateneu Reial d'Anvers, amb la medalla nacional summa cum laude.
El pare, Henri Mandel, era membre fundador de la Lliga Espartaquista de Rosa Luxemburg i Karl Liebknecht, germen del futur Partit Comunista d'Alemanya. A causa de la militància comunista del seu pare, el jove Ernest va conèixer des de molt jove militants i quadres d'aquesta tendència política, que el van iniciar en el marxisme.
Els estudis universitaris de Mandel es van truncar quan les forces d'ocupació de l'Alemanya nazi van tancar la universitat. En aquell temps, va ingressar a la secció belga de la Quarta Internacional, dirigida pel revolucionari soviètic Lev Trotski.
Durant la Segona Guerra Mundial, va participar en la resistència contra l'ocupant nazi entre d'altres en les revistes clandestines Het Vrije Woord, Vrank en Vrij i Das Freie Wort. Va escapar dues vegades després d'haver estat detingut en el curs d'activitats de resistència política i va sobreviure al camp de concentració de Mittelbau-Dora. Que hi va sobreviure és un miracle: jueu, resistent i trotskista depreciat pels copresoners estalinistes. Després de la guerra, es va convertir en el líder dels troskistes belgues i en el membre més jove del secretariat de la Quarta Internacional juntament amb Michel Pablo.
Es va guanyar el respecte com un prolífic periodista amb un clar i viu estil, com un teòric marxista ortodox, i com un portent en la lluita dialèctica. Va escriure per a nombrosos mitjans de comunicació en els anys 1940 i 1950 inclosos els diaris Het Parool i Le Peuple, el setmanari L'Observateur i l'agència de premsa Agence France-Presse.
Enmig de la Guerra Freda va defensar públicament els mèrits del marxisme en un debat amb el futur primer ministre dels Països Baixos, el socialdemòcrata Joop den Uyl.

## Activitat i pensament polític
Després del Congrés Mundial de la Quarta Internacional el 1946, Mandel va ser triat membre de la direcció, el Secretariat Internacional. En línia amb el que defensava, es va incorporar al Partit Socialista Belga, on va dirigir una tendència de militants socialistes marxistes, convertint-se en editor del periòdic socialista La Gauche (de l'edició en neerlandès de la seva publicació germana, Links). També va ser membre de la Comissió d'Estudis Econòmics del sindicat Federació General del Treball de Bèlgica (FGTB) i col·laborador del seu dirigent André Renard (1911-1962). Mandel i els seus companys van ser expulsats del Partit Socialista poc després de la vaga general de 1960, convocada per la FGTB per oposar-se a la coalició amb els demòcrata-cristians, per exercir el control obrer en nombroses empreses i per oposar-se a llei de vaga que van acceptar els socialdemòcrates.
Va fomentar el 1963 la reunificació entre el Secretariat Internacional que ell dirigiria i la majoria dels membres de la Quarta Internacional, fonamentalment una facció dirigida per James P. Cannon, dirigent del Partit Socialista dels Treballadors dels Estats Units d'Amèrica, que havia abandonat la IV internacional el 1953. Després del reagrupament van formar el Secretariat Unificat de la Quarta Internacional.
Fins a la seva mort el 1995, Mandel va romandre el més destacat dirigent i teòric de la IV Internacional i de la secció belga, el Partit socialista belga (PSB).
Fins a la publicació del seu llibre Teoria Econòmica en francès el 1962, Mandel va escriure articles marxistes, principalment amb pseudònims i, per tant, les seves activitats com a trotskista eren poc conegudes fora de l'esquerra. A partir d'aquest llibre va reprendre els seus estudis universitaris i es va graduar a l'École Pratique des Hautes Études a París el 1967. Només a partir de 1968, Mandel es va fer conegut com a figura pública i polític marxista i va recórrer universitats d'Europa i Amèrica donant xerrades sobre el socialisme, l'imperialisme i la revolució.
Encara que se li va prohibir l'entrada, a diverses ocasions, en països com Alemanya Occidental, Estats Units, França, Suïssa, i Austràlia, va obtenir un doctorat de la Universitat Lliure de Berlín el 1972 (on va ensenyar alguns mesos) amb la seva tesi publicada sobre el «capitalisme tardà». Mesos després va obtenir plaça de professor a la Universitat Lliure de Brussel·les. El 1978 es va pronunciar en les conferències Alfred Marshall de la Universitat de Cambridge sobre la qüestió de les ones llargues del desenvolupament capitalista.
Mandel va defensar nombrosos dissidents d'esquerra i intel·lectuals que van sofrir la repressió política, va defensar la cancel·lació del deute extern del Tercer món i, a l'URSS de Mikhaïl Gorbatxov va encapçalar una petició per a la rehabilitació dels acusats de la Gran Purga de 1936-38. En els anys 1970, va viatjar a Rússia per defensar la seva visió d'un referèndum lliure i democràtic del socialisme.
En total, va publicar al voltant de dos mil articles i al voltant de trenta llibres, que van ser traduïts a nombrosos idiomes. A més, va editar un gran nombre de llibres, va mantenir una voluminosa correspondència i va participar en tot el món en desenes d'actes polítics. Va considerar que la seva missió era transmetre el patrimoni del pensament marxista clàssic, deformat a una nova generació per l'experiència de l'estalinisme i la Guerra Freda. Mercès a la seva tasca divulgativa, tota una generació d'acadèmics i activistes va comprendre importants conceptes marxistes.
Als seus escrits, de vegada el més sorprenent és la tensió entre la creativitat, la reflexió independent i el desig d'una adhesió estricta al marxisme. A causa del seu compromís amb la democràcia socialista, ha estat qualificat de luxemburguista.
És sobretot recordat sobretot per ser un incansable defensor de la ideologia marxista, pels seus llibres sobre el capitalisme tardà, les teories sobre les ones llargues del cicle econòmic i pel lideratge intel·lectual del moviment trotskista.
No obstant això, els seus crítics afirmen que era «massa tou amb l'estalinisme» i que la seva teoria econòmica era eclèctica i poc sistemàtica, amb un excés d'optimisme polític. Uns altres diuen que solament era un partidari de les reformes del capitalisme i, els més crítics, que simplement va escriure més del que podia fer bé.
La seva biblioteca, més de deu mill llibres, es conserva des del 2009 a Gant, a l'Amsab-Institut d'Història Social.

## Obres
- Traité d'économie marxiste (1962)
- Contrôle ouvrier, conseils ouvriers, autogestion (1970)
- Der Spätkapitalismus (El capitalisme tardà, 1972)
- La crise 1974-1982 (1982)
- The Marxist Theory of Bureaucracy (1990)